# When Christmas Comes
When Christmas Comes è un singolo della cantautrice statunitense Mariah Carey in duetto con John Legend, pubblicato il 21 novembre 2011. Il singolo ha raggiunto la 1 in Sud Corea.

## Descrizione
Il brano era originariamente contenuto nell'album natalizio della Carey Merry Christmas II You del 2010, interpretato in versione solista, e costituiva uno dei quattro inediti dell'album, scritto dalla stessa cantautrice insieme a James Poyser.
La canzone è stata poi reinterpretata dalla Carey insieme a John Legend e pubblicata come singolo un anno dopo l'uscita dell'album. Il video musicale del brano è stato girato a Los Angeles e viene descritto dalla cantautrice come "una festa in casa".
In esso compaiono anche i gemelli Moroccan e Monroe, nati ad aprile 2011. Il video è stato presentato l'11 dicembre 2011 nel programma "A Very BET Christmas special".

## Tracce
Download digitale
1. When Christmas Comes - (Mariah Carey & John Legend) 4:45 (Mariah Carey, James Poyser)